# Cyril Féraud
Pour les articles homonymes, voir Féraud.
Cyril Féraud, né le 15 mars 1985 à Digne-les-Bains (Alpes-de-Haute-Provence), est un animateur et producteur audiovisuel français exerçant principalement sur France Télévisions depuis 2008. 
Il a notamment été l'animateur du jeu Slam (2009-2024) et anime actuellement les jeux Duels en familles et La Carte aux trésors sur France 3 ainsi que Le Quiz des Champions, The Floor, à la conquête du sol, 100% logique et Tout le monde veut prendre sa place sur France 2. Il est le fondateur et dirigeant de la société de production audiovisuelle CyrilProd.

## Biographie

### Jeunesse et débuts à la télévision
Cyril Féraud est né le 15 mars 1985 à Digne-les-Bains (Alpes-de-Haute-Provence). Enfant unique, il est passionné très jeune de jeux télévisés. Dès l'âge de 14 ans, il envoie des idées d'épreuves à la production de l'émission Fort Boyard. Après un master en communication et management, il fait ses premiers pas comme assistant de cette même émission « qui [lui] a donné envie de faire de la télévision ». Cyril Féraud commence sa carrière d'animateur en 2004 aux commandes d'émissions jeunesse sur Disney Channel (Zapping Zone et Art Attack).

### Presse (2005-2015)
De 2005 à 2015, Cyril Féraud travaille comme journaliste pour l'hebdomadaire Télé Poche, comme reporter, chef de rubrique divertissements, puis comme chef des informations.

### Radio (2006-2017)
En 2006, il fait ses débuts à la radio comme chroniqueur dans l'émission Le Grand Direct de Jean-Marc Morandini sur Europe 1 avec qui il travaillera durant quatre saisons à la radio et à la télévision dans l'émission Morandini ! sur Direct 8.
Du 29 août 2016 au 30 juin 2017, il anime Midi avec vous sur MFM Radio, du lundi au vendredi de midi à 13 heures.

### Parcours à France Télévisions (depuis 2008)

#### Jeux et divertissements
Repéré par la Française des jeux, il présente dès octobre 2008 la nouvelle formule du Loto en direct sur France 2, qu'il anime pendant trois ans en jouant avec le jackpot, qu'il surnomme « Le Coquinou ».
Du 26 octobre 2009 au 8 septembre 2024, il anime chaque après-midi du lundi au vendredi sur France 3 le jeu Slam qui mêle quiz et mots fléchés. Durant les deux premières années, le jeu triple l'audience de la case horaire avec 1,4 million de téléspectateurs en moyenne, faisant rapidement de Cyril Féraud l'un des animateurs phares de la chaîne.
À partir de 2010, France 3 lui confie la présentation de différentes émissions de première partie de soirée : Le Tournoi d'orthographe (2010), Le Grand Bêtisier (2010), Le Grand Jeu (2011), 300 chœurs pour + de vie (2012).
À partir de juillet 2011, il présente chaque week-end le jeu Personne n'y avait pensé ! sur France 3, un jeu de culture générale dans lequel les candidats doivent marquer le moins de points possible pour remporter la victoire. En janvier 2018, le jeu s'installe en version quotidienne juste avant Slam.
Du 1er mars 2015 jusqu'en 2024, il est aux commandes du Grand Slam, la version hebdomadaire de Slam dans laquelle s'affrontent, chaque dimanche, les meilleurs candidats du jeu.
Depuis 2020, il incarne le personnage de Cyril Gossbo dans une épreuve de Fort Boyard sur France 2.
Depuis 2021, il présente sur France 2 deux grands jeux événementiels en prime time : Le Quiz des Champions qui voit s'affronter les plus grands champions de jeux télé de France, et 100% logique, dans lequel 100 candidats s'affrontent pour tester leur logique et leur sens de l'observation.
En mars 2022, il présente Quelle sera la meilleure danse folklorique de France ? en prime time sur France 3, un grand concours dans lequel les régions françaises viennent faire la démonstration de leurs danses régionales. Il a également présenté l'édition 2023,.
Depuis le 29 août 2022, il présente chaque jour Duels en familles sur France 3, jeu de création française imaginé par Cyril Féraud, dans lequel deux familles s'affrontent dans des duels de culture générale. Le jeu est diffusé chaque jour, juste avant Slam.
Depuis le 30 décembre 2023, il présente le jeu événementiel The Floor, à la conquête du sol sur France 2.
Depuis le 9 septembre 2024, il présente chaque midi sur France 2 le jeu Tout le monde veut prendre sa place, succédant à Jarry.

#### Eurovision
Après avoir été porte-parole de la France au Concours en 2011, il commente pendant trois ans le Concours Eurovision de la chanson en direct sur France 3 : le 26 mai 2012, avec Mireille Dumas, en direct de Bakou, en Azerbaïdjan ; le 18 mai 2013, toujours avec Mireille Dumas, en direct de Malmö, en Suède ; le 10 mai 2014, avec Natasha St-Pier, à Copenhague au Danemark.

#### Spectacle vivant enprime time
À partir de 2013, il incarne chaque année la plupart des émissions de spectacle vivant de France 3 en prime time : Le Festival International du Cirque de Monte Carlo (chaque année depuis 2013), Le Grand Spectacle du Festival Interceltique de Lorient (chaque été depuis 2015), Musiques en Fête en direct des Chorégies d'Orange (chaque année depuis 2017), La Folie Offenbach (janvier 2018), La Grande Parade des Nations Celtes (depuis 2018).

#### Jeu d'aventure
Depuis avril 2018, après avoir milité pour son retour, il présente la nouvelle version du jeu d'aventure La Carte aux trésors en prime-time sur France 3, l'émission ayant été absente de l'antenne pendant neuf ans.

#### Événements spéciaux
En mars 2009, il présente la soirée du Sidaction en direct sur France 2 aux côtés de Line Renaud : 70 artistes chantent ensemble dans les rues de Paris. Puis en mars 2010, la soirée Les Stars du rire Spéciale Sidaction aux côtés de Patrick Sabatier en direct sur France 2.
Animateur récurrent du Téléthon depuis 2010, il présente depuis 2012 la soirée de lancement en prime time et en direct sur France 3 avec Sophie Davant.
En 2015 et 2016, pendant toute la durée du Tour de France, il co-présente l'émission Village Départ avec Laurent Luyat, et présente tous les jours une épreuve sportive, dans laquelle un habitant de la région tente de battre un record, ainsi qu'une séquence sur le patrimoine de la ville visitée.

### Participation à des émissions de télévision (depuis 2011)
Après avoir été assistant sur l'émission Fort Boyard, il participe en 2011, comme candidat, au jeu de France 2 pour la première fois. Il y participe de nouveau en 2012, 2013, 2016 et 2017. Depuis 2020, il rejoint l'équipe de l'émission en incarnant le personnage de Cyril Gossbo (verlan de bogosse ou beau gosse), présentateur du jeu « Slaïme », parodie inspirée de la matière slime et de sa propre émission, Slam.
En 2014, il participe à Toute la télé chante pour le Sidaction sur France 2.
Le 20 février 2015, il termine deuxième du Grand Concours des Animateurs derrière Julien Arnaud, sur TF1. Le 16 avril 2015, il gagne Le Maillon faible sur D8 pour l'association AIDES, parrainée par Roselyne Bachelot.
Depuis 2016, il participe occasionnellement à l'émission Vendredi, tout est permis avec Arthur sur TF1.
Le 6 février 2021, il participe comme invité à La Boîte à secrets présentée par Faustine Bollaert sur France 3.

### Spectacle (2016-2018)
En 2016 et 2017, il présente les 60 concerts Âge tendre, la tournée des idoles désormais produite par Christophe Dechavanne et qui fête son dixième anniversaire dans les Zénith de France avec une dizaine d'artistes comme Sheila, Hugues Aufray, Gérard Lenorman, Les Rubettes. La captation du spectacle est diffusée sur C8 le 22 février 2017 en prime time.
En 2018, il présente pour la deuxième saison la tournée Âge Tendre, avec 62 représentations en France, Belgique et Suisse données par une dizaine d'artistes comme Sheila, Dave, Dick Rivers, Michèle Torr, Nicoletta... La captation du spectacle est diffusée sur C8 le 6 juin 2018 en prime time.

### Engagements
En 2012, Cyril Féraud est le parrain de l'association Grandir qui soutient les familles dont les enfants souffrent de problèmes de croissance.
Depuis 2020, il est le parrain de l'association Les lutins du Phoenix dont les membres bénévoles se déguisent en super-héros et/ou en personnages de l’univers Star Wars pour rendre visite aux enfants hospitalisés en service de cancérologie pédiatrique.[réf. nécessaire]

### Vie privée
En juillet 2024, Cyril Féraud annonce la naissance de son premier enfant, un garçon, prénommé Tim.

## Carrière à la télévision
- 2004 : Art Attack sur Disney Channel : animateur
- 2004-2005 : Zapping Zone sur Disney Channel
- 2008-2011 : Tirage du Loto sur France 2
- 2009 : Morandini ! sur Direct 8 comme chroniqueur
- 2009 : Sidaction : 70 artistes chantent ensemble dans les rues de Paris (prime time) sur France 2
- 2009-2024 : Slam sur France 3
- 2010 : Les Stars du Rire spéciale Sidaction (prime time) sur France 2
- 2010-2011 : Le Tournoi d'orthographe (prime time) sur France 3
- 2010-2011 : Le Grand Bêtisier (prime time) sur France 3
- 2011 : Concours Eurovision de la chanson (finale) : porte-parole de la France
- 2011 : Le Grand Jeu (prime time) sur France 3 : animateur
- 2011-2021 : Personne n'y avait pensé ! sur France 3
- 2012-2013-2014 : Concours Eurovision de la chanson (finale) sur France 3 : commentateur  en duo avec Mireille Dumas puis Natasha St-Pier
- 2012-2013-2014 : 300 chœurs pour "+ de Vie" sur France 3
- Depuis 2013 : Festival international du cirque de Monte-Carlo sur France 3
- 2014 : Le Grand Bêtisier de Noëlsur France 3
- 2015-2016 : Village Départ sur France 3
- Depuis 2009 : Téléthon (prime time) sur France 2 et France 3 : coanimation
- Depuis 2015 : Le Grand Spectacle du Festival interceltique de Lorient sur France 3
- 2015-2024 : Le Grand Slam sur France 3
- 2017-2018 : Âge tendre, la tournée des idoles sur C8
- Depuis 2017 : Musiques en Fête sur France 3 (France 5 en 2024)
- 2018 : La Folie Offenbach sur France 3
- Depuis 2018 : La Carte aux trésors sur France 3
- 2018 : La Grande Parade des nations celtes sur France 3
- 2020 : Les Victoires de la musique sur France 2 (prime time)
- Depuis 2020 : Fort Boyard sur France 2 : personnage de Cyril Gossbo
- Depuis 2020 : Le Grand Concours des régions sur France 3
- 2021 : Spectaculaire sur France 2 : coanimation avec Jean-Marc Généreux
- Depuis 2021 : Le Quiz des Champions sur France 2 (prime time)
- 2021 : Plus belle la vie (série) : lui-même (dans un épisode)
- 2022 : Eurovision France, c'est vous qui décidez ! sur France 2 : juré
- Depuis 2022 : Duels en familles sur France 3
- Depuis 2022 : 100% logique, la réponse est sous vos yeux sur France 2
- Depuis 2023 : The Floor, à la conquête du sol sur France 2 (prime time)
- 2024 : Les Victoires de la musique 2024 sur France 2 : coprésentation avec Léa Salamé
- Depuis 2024 : Tout le monde veut prendre sa place sur France 2
- 2024 : Le Grand Concert de la francophonie sur France 3 avec Véronic Dicaire et Black M
- 2024 : 100% logique : entraînez-vous sur France 2
- 2025 : Intuition, qui sera le plus proche ? sur France 2[36]